# 泰雷欣基 (蘇梅區)
51°1′7″N 34°11′59″E / 51.01861°N 34.19972°E
泰雷欣基（烏克蘭語：Терещенки）是位於烏克蘭東北部的村莊，由蘇梅州蘇梅區的比洛皮利亞市鎮負責管轄。該村距離新安德里伊夫卡1公里，海拔高度170米，2001年人口158。